# Zamai
Zamai (ou Zameï, Jamei, Zamei, Yameï, Zamai, Yamei, Zamaï, Zamay) est une localité du Cameroun située dans le département du Mayo-Tsanaga et la Région de l'Extrême-Nord, en pays Mafa et Peul. Elle est rattachée à la commune de Mokolo. Proche de la frontière avec le Nigeria, Zamaï est l'un des villages qui accueillent de nombreux réfugiés nigerians.

## Population
Lors du recensement de 2005, la localité comptait 13 562 habitants.
On y parle le cuvok (ou tchouvok), une langue tchadique. Le mofu-gudur et le peul.